# (9047) 1991 QF
(9047) 1991 QF là một tiểu hành tinh vành đai chính. Nó được phát hiện bởi Robert H. McNaught ở Đài thiên văn Siding Spring in Australia ngày 30 tháng 8 năm 1991.